# Frank Quinn (mathématicien)
Frank Stringfellow Quinn, III (né en 1946) est un mathématicien américain et professeur de mathématiques au Institut polytechnique et université d'État de Virginie, spécialisé en topologie géométrique.

## Contributions
Il contribue au domaine mathématique des 4-variétés, notamment une preuve du théorème de l'anneau à 4 dimensions. En théorie de la chirurgie, il apporte plusieurs contributions importantes : l'invention de la carte d'assemblage, qui permet une description fonctorielle de la chirurgie dans la catégorie topologique, avec son directeur de thèse, William Browder, le développement d'une théorie de la chirurgie précoce pour les espaces stratifiés, et peut-être plus important encore, il est le pionnier de l'utilisation de méthodes contrôlées en topologie géométrique et en algèbre. Parmi ses applications importantes de "contrôle" figurent sa preuve susmentionnée du théorème de l'anneau à 4 dimensions, son développement d'une catégorie flexible d'espaces stratifiés et, en combinaison avec les travaux de Robert D. Edwards, une caractérisation utile des variétés de haute dimension parmi les variétés d'homologie.
En plus de ses travaux de recherche en mathématiques, il écrit des articles sur la nature et l'histoire des mathématiques et sur les questions d'enseignement des mathématiques.
En 2012, il devient membre de l'American Mathematical Society.